# Пенсне

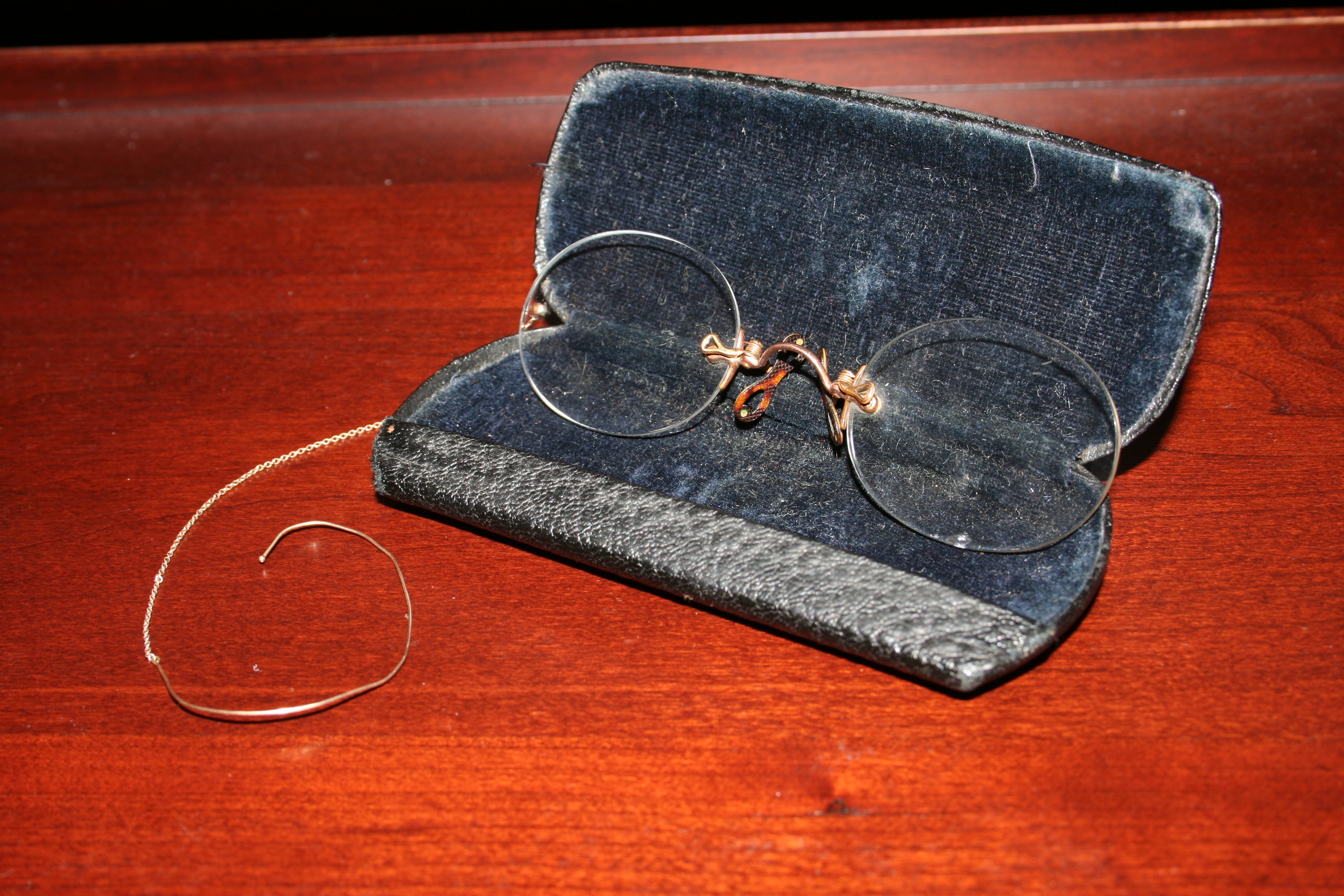
Антикварні пенсне

Пенсне́ (фр. pince-nez від pincer — «защемити» та nez — «ніс»), заст. цві́кер (від нім. Zwicker) — окуляри, що тримаються на носі за допомогою пружинного механізму. Іноді також, як і монокль, мають шнурок або ланцюжок для кріплення і запобігання падінню. В основі конструкції пенсне лежить той же принцип, що у старовинних окулярів: фіксацію окулярів на носі забезпечує арочна пружина, що з'єднує праву і ліву половинки оправи. Особливістю конструкції є використання металу для пружини, а також оригінальна конструкція носових упорів оправи — підпружинені дуги, приєднані до ободків зовні в одній або двох точках. Такі конструктивні особливості дозволяють пенсне досить міцно сидіти на носі, водночас не завдаючи власникові особливих незручностей.

## Історія

### Поява
Пенсне, як оптичний прилад для корекції зору, з'явився в XVI столітті. Спочатку його скельця закріплювалися на мідній або залізній пружині, пізніше, щоб не травмувати металом шкіру носа, під нього почали кріпити шкіряні прокладки. Застосування нових матеріалів, зокрема пружинної сталі, дозволило створити моделі пенсне, які були легкими й водночас досить міцно сиділи на носі, що сприяло їхньому широкому поширенню починаючи з XVII століття. Поряд з металами у виробництві пенсне використовували ріг, целулоїд і часто каучук. Існували так звані китайські або японські пенсне, оправа і перенісся яких виготовлялися з черепахового панцира.

### Розповсюдження

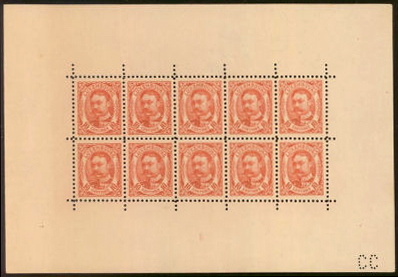
Марки Люксембургу 1906 року з зображенням Вільгельма IV в пенсне

Світлові отвори пенсне спочатку мали круглу форму, але в 1841 році на ринку з'явилися моделі і з овальними отворами. До оправи пенсне часто приробляли невелике кільце, за яке було зручно його брати. До того ж через кільце пропускали ланцюжок або шнурок. Ланцюжок мав невеликий гачок, що дозволяло фіксувати його за вухом. А шнурок можна було приколоти спеціальною шпилькою до одягу, так, щоб пенсне ненароком не впало. Для збереження споживчих якостей пенсне було важливо не допускати передчасної втрати центральної пружини своєї пружності. Тому багато пенсне були складаними, і в складеному положенні фіксувалися засувкою. При такому зберіганні пружина розвантажувалася, і зберігала пружність на весь час експлуатації.
На початку XX століття пенсне вважалося очевидною ознакою інтелігентності, а після того як в 1906 році в Люксембурзі була випущена поштова марка із зображенням великого герцога Вільгельма IV в пенсне, стало можливим з'являтися в ньому й у світських салонах. У Російській імперії першим з Романових, хто почав носити пенсне, був великий князь Костянтин Миколайович. Перші фотографії, на яких він зображений у пенсне, датовані 1860-ми роками. Слідом за ним і інші князі та княгині стали з'являтися на людях в пенсне.
У 1910-ті роки пенсне, особливо малопомітні та безобідкові моделі, були популярні як серед жінок, так і серед чоловіків. В асортименті оптиків були присутні моделі пенсне з переніссям різної довжини.

### Занепад
Так само як і моноклі, пенсне були поширені аж до закінчення Другої світової війни, коли були витіснені сучасними окулярами.

## У культурі

### Телебачення
У 2 серії 23 сезону мультсеріалу Сімпсони, Нельсон знаходить пенсне Теодора Рузвельта.

## Персони та персонажі, що користувалися пенсне

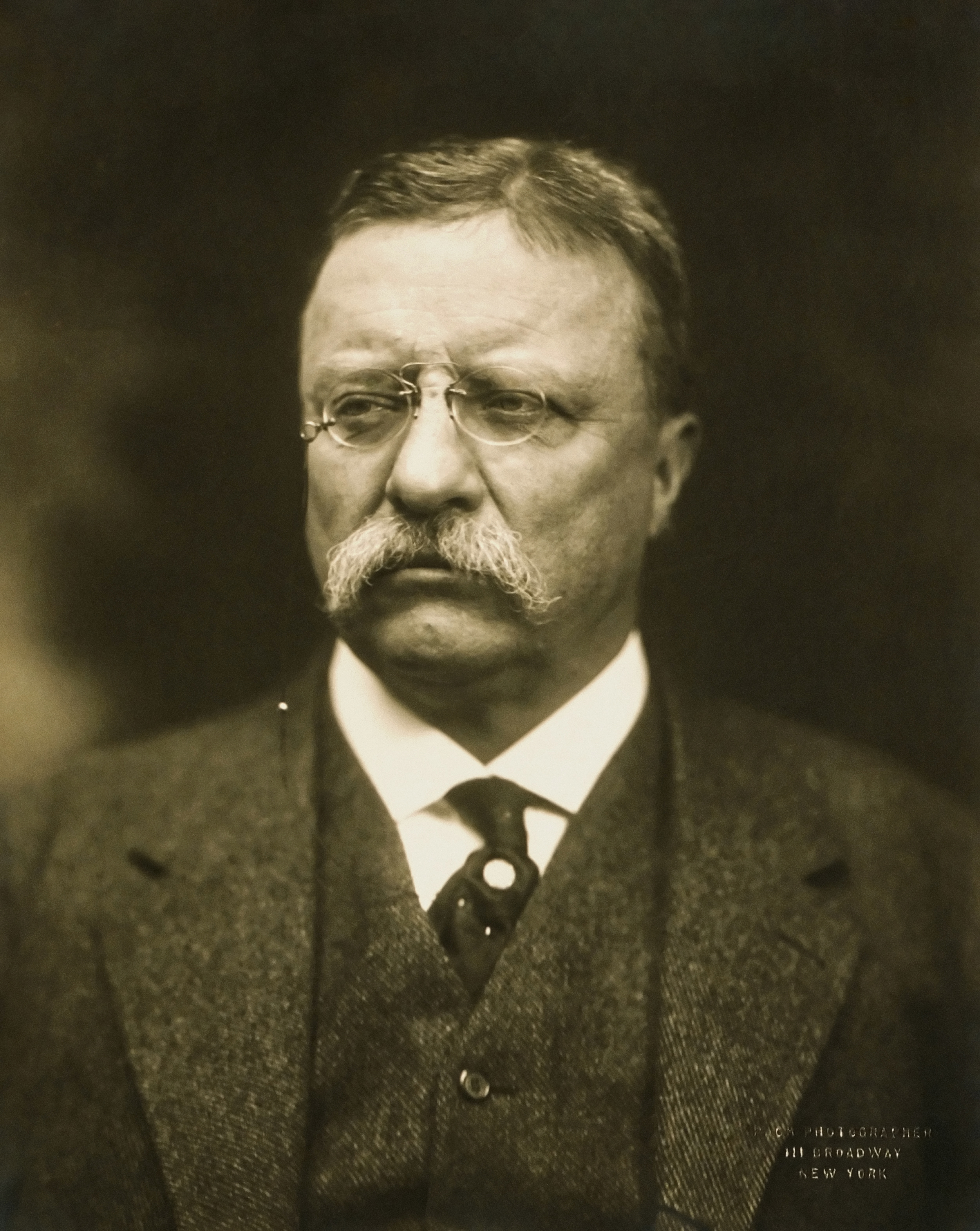
Теодор Рузвельт у пенсне

- Теодор Рузвельт
- Франклін Рузвельт
- Лаврентій Берія
- В'ячеслав Молотов
- Антон Чехов
- Вільгельм IV
- Григорій Лепс

Вигадані персонажі
- Еркюль Пуаро
- Морфей
- Коров'єв
- Скрудж Макдак